# Pseudoterpna cythisaria
Pseudoterpna cythisaria är en fjärilsart som beskrevs av Ignaz Schiffermüller 1775. Pseudoterpna cythisaria ingår i släktet Pseudoterpna och familjen mätare. Inga underarter finns listade.